# Caserne Jajce à Sarajevo
La caserne Jajce est située en Bosnie-Herzégovine, sur le territoire de la Ville de Sarajevo. Construite entre 1912 et 1914, elle est inscrite sur la liste des monuments nationaux de Bosnie-Herzégovine.

## Localisation
La caserne est située dans un vieux quartier de la ville, Vratnik (en) et surplombe la rivière Miljacka. Elle occupe une position dominante sur la ville et est visible de quasiment chaque endroit de Sarajevo. Située dans la partie sud des vestiges de la muraille médiévale entourant la vieille ville, qui fut totalement fortifiée de 1729 à 1816. C'est un témoignage de la construction continue de fortifications en ce point stratégique, de l'époque du Moyen Âge jusqu'au début de la seconde moitié du XXe siècle.

## Histoire
La construction de ce complexe militaire se fait par étapes et commence pendant la période austro-hongroise pour se terminer en 1948. Le bâtiment le plus important de ce complexe est la caserne en elle-même. La caserne Jajce a pris son apparence actuelle à son achèvement en 1914. Cette dernière s'est d'abord appelée "caserne Prince Eugène". Elle prend le nom de caserne Jajce, en 1915, lorsqu'un hôpital militaire austro-hongrois est relocalisé sur le site en provenance de la ville de Jajce. Après la Première Guerre mondiale, les installations hébergent les forces armées du royaume des Serbes, Croates et Slovènes (puis du royaume de Yougoslavie). Lors de la Seconde Guerre mondiale, l'armée allemande occupent les lieux puis c'est au tour de l'Armée populaire yougoslave (JNA) de s'y installer.
Cette dernière quitte la caserne Jajce au printemps 1992, juste avant le début de la Guerre de Bosnie-Herzégovine. Le bâtiment a été dépouillé de tous les objets transportables, des câbles électriques et ce qui ne le put fut détruit. Une fois, l'installation en possession de l'Armée de la République de Bosnie-Herzégovine (ARBiH), elle subit de violents bombardements et fut sévèrement endommagé. De 1995 à 2002, une partie du complexe a été utilisée par les unités de la fédération de Bosnie-et-Herzégovine et des Forces armées de Bosnie-Herzégovine. Les parties gravement endommagées n'ont pas été utilisées depuis 2002, date à laquelle la caserne prend son nom actuel de Kasarna Safet Hadžić (du nom d'un homme politique et militaire bosnien, défenseur de la ville, tué en 1992).
L'ensemble du complexe de la caserne Jajce a été placé sur la liste des monuments nationaux de Bosnie-Herzégovine, en 2009.